# Sarracenia rehderi
Sarracenia rehderi este o specie de plante carnivore din genul Sarracenia, familia Sarraceniaceae, ordinul Ericales, descrisă de S. Bell. Conform Catalogue of Life specia Sarracenia rehderi nu are subspecii cunoscute.